# Víctor García (lekkoatleta)
Víctor García Blazquez (ur. 13 marca 1985 w Madrycie) – hiszpański lekkoatleta specjalizujący się w biegach długodystansowych, uczestnik letnich igrzysk olimpijskich w Londynie (2012).

## Sukcesy sportowe
W 2011 r. startował w halowych mistrzostwach Europy w Paryżu (w biegu na 3000 metrów) oraz w mistrzostwach świata w Taegu (w biegu na 3000 metrów z przeszkodami), nie zakwalifikował się jednak do biegów finałowych. Do finału w biegu na 3000 metrów nie zakwalifikował się również podczas halowych mistrzostw świata, rozegranych w Stambule (2012). Największy sukces w dotychczasowej karierze osiągnął w 2012 r. w Helsinkach, zdobywając brązowy medal mistrzostw Europy w biegu na 3000 metrów z przeszkodami. W tym samym roku wystąpił w biegu na 3000 metrów z przeszkodami podczas olimpiady w Londynie, nie ukończył jednak biegu eliminacyjnego.
Jest kilkukrotnym medalistą mistrzostw Hiszpanii, z lat 2010 (srebrny medal w biegu na 3000 m z przeszkodami), 2011 (srebrny medal w biegu na 3000 m z przeszkodami i srebrny medal w biegu na 3000 m w hali) oraz 2012 (złoty medal w biegu na 3000 m w hali).

## Rekordy życiowe
- bieg na 3000 metrów (stadion) – 8:05,24 – Vila Real de Santo António 30/05/2010
- bieg na 3000 metrów (hala) – 7:51,29 – Sabadell 19/02/2016
- bieg na 3000 metrów z przeszkodami – 8:15,20 – Huelva 07/06/2012